# ماجستير في الكيمياء
درجة ماجستير في الكيمياء (أو ما يعرف باسم MChem هي شهادة ماجستير متخصصة تعتمد على مناهج دراسية في مجال الكيمياء.

## المملكة المتحدة
في المملكة المتحدة، تعتبر درجة الماجستير منحة ما قبل التخرج متاحة عقب الانتهاء من الدراسة لمدة أربع سنواتٍ في الجامعة. وتُصنف بوصفها مؤهل من المستوى السابع في إطار المؤهلات الوطنية.
أما في أسكتلندا، يستغرق الحصول على درجة الماجستير خمس سنوات.

## الشكل
من حيث بنية البرنامج الدراسي، يتشابه المحتوى الدراسي لبرنامج الماجستير في الكيمياء مع المحتوى الذي غالبًا ما يتم تدريسه في برامج الشهادات الأخرى؛ أي أنه يحتوي على محاضرات، وأعمال مختبرية، ومقررات دراسية واختبارات ويكون ذلك بشكلٍ سنوي. وغالبًا أيضًا ما يتم تنفيذ مشروع أساسي أو أكثر في السنة الرابعة، والذي قد يحتوي كذلك على عناصر بحثية. وفي نهاية السنة الدراسية الثانية أو الثالثة، غالبًا ما ينبغي على الطالب الوصول إلى حدٍ أدنى من الأداء الدراسي في الاختبارات حتى يُسمح له بالانتقال إلى السنة النهائية. وتمنح النتائج النهائية بحسب مقياس التصنيف البريطاني للدرجات الجامعية النموذجي.

## المسمى
يستخدم الشكل الصحيح لبرنامج «الماجستير» الجامعي الذي يمتد من 4 إلى 5 سنوات في مناهج الدراسات العليا فقط.